# Beatrice Nasmyth
Beatrice Sifton Nasmyth (Stratford, 12 d'agost del 1885 - Vancouver, 23 d'octubre de 1977) fou una sufragista canadenca i corresponsal de guerra durant la Primera Guerra Mundial. Fou reportera per al Daily Province de Vancouver des del 1910 fins al 1919, i això la dugué a Europa per a cobrir la guerra i el tractat de pau.

## Trajectòria
Nasmyth nasqué el 12 d'agost del 1885 a Stratford, Ontario. La seua tieta era l'artista canadenca Mary Dignam, primera presidenta de l'Associació de Dones Artistes del Canadà, i influí en Nasmyth en les opinions sufragistes i feministes.
Nasmyth es graduà en el Woodstock Collegiate Institute i continuà els estudis en l'Alma College de Saint Thomas, Ontario. Després estudià en la Universitat de Toronto. El seu primer treball com a periodista fou en el diari local Woodstock Sentinel-Review. Uns anys després es traslladà a Vancouver, a la Colúmbia Britànica, on vivia un dels seus germans. Nasmyth tenia treball de reportera en el The Vancouver Daily World i era redactora de ressenyes de llibres per al setmanari BC Saturday Sunset. També col·laborava amb el Vancouver Province, conegut com el Daily Province.
Nasmyth fou membre fundadora de la sucursal de Vancouver del Club Femení de Premsa Canadenca, en què es feu amiga de la poeta i escriptora Pauline Johnson. El 1914, Nasmyth estigué involucrada en l'incident de Komagata Maru, i estigué vigilant el vaixell, perquè els immigrants indis no arribassen a terra.

### Primera Guerra Mundial
El 1914 el Vancouver Province envià Nasmyth a Londres com a corresponsal de guerra. Era coneguda per tractar d'evadir la censura passant els articles de contraban, donant-los al seu germà, un home de negocis que viatjava sovint a Anglaterra i que li portava els informes quan tornava al Canadà.
Nasymth va cobrir la Conferència de Pau de París del 1919. Un dels delegats canadencs de la conferència era el seu cosí segon Arthur Sifton.

### Activisme polític
Al 1917, Nasmyth dirigí la campanya de Roberta MacAdams, una dietista militar que es presentà a l'Assemblea Legislativa d'Alberta, i es va convertir en la segona dona elegida d'aquesta.

## Vida familiar
Nasmyth es casà amb Mackenzie Furniss al 1918. La parella arribà al Canadà el 1920 i s'instal·là a Mont-real. El 1921, van tenir un fill anomenat Henry, i el 1924 una filla anomenada Monica. Nasmyth publicà ficció en la revista britànica Modern Woman i la revista canadenca Chatelaine.
Nasmyth mor a Vancouver el 23 d'octubre del 1977.